# The Space Between (álbum)
The Space Between es el segundo álbum de estudio de la cantautora italiana Chiara Civello. Este fue lanzado en el 2005 por Universal Music Italia.

## Canciones
1. "Night - 2:55
2. "If You Ever Think Of Me - 4:10
3. "Un Passo Dopo L'Altro - 3:32
4. "My Broken Heart - 3:20
5. "Mr. Tru Love - 3:52
6. "Without Him (Her) - 3:07
7. "Isola - 5:14
8. "Seagulls - 4:34
9. "Don't Ask Me Why - 3:19
10. "L' Train - 2:46
11. "Skylark - 4:31
12. "Born To Sail Away - 3:38
13. "Your Home - 2:03

- Datos: Q3283809